# Roșcani (Iași)
Roşcani es una comuna ubicada en el distrito de Iași, Rumania.

## Superficie
Cuenta con una superficie de 36,65 kilómetros cuadrados.

## Demografía
Hasta 2021 la población era de 1273 habitantes, con una densidad de población de 34,73 habitantes por kilómetro cuadrado.